# 감례
감례(甘醴, ? ~ 226년)는 중국 후한말 ~ 조위의 장수이다.
사섭휘하의 대장이였고 오나라에서 파견온 여대가 사휘를 공격해 항복을 받아냈고 사휘의 형제들을 모조리 죽였다. 감례가 환치와 협력해 여대를 공격했지만 패하고 돌아갔다.